# Goran Vučević
Goran Vučević (* 18. Mai 1971 in Split) ist ein ehemaliger kroatischer Fußballspieler und -trainer. 
Mit großen Erwartungen holte der 1. FC Köln den kroatischen Nationalspieler aus der Reservemannschaft des FC Barcelona in die Fußball-Bundesliga. Schnell war jedoch klar, dass der Mittelfeldspieler diese nicht erfüllen konnte. Lediglich neunmal setzten ihn die damaligen Trainer, erst Peter Neururer, nach dessen Entlassung Lorenz-Günther Köstner, ein. Nachdem der FC 1998 in die 2. Bundesliga abstieg, ging Vučević zunächst mit. Bernd Schuster, der das Traineramt übernahm, setzte ihn aber auch nur wenige Male ein. 1999 verließ Vučević den Verein und ging zurück in seine Heimat. Seit 2005 ist er Co-Trainer bei Hajduk Split. Von Mai bis zum Herbst 2008 war Vučević Cheftrainer von Hajduk Split, nach seiner Entlassung wurde er im Frühjahr 2009 als Chef der Jugendabteilung des Vereins installiert.
Nach der Entlassung von Stanko Poklepović übernahm er die Trainerbank der 1. Mannschaft von Hajduk Split als Interimscoach. Am 28. Dezember 2010 wurde er als neuer Cheftrainer vorgestellt. Er unterschrieb einen Vertrag über zweieinhalb Jahre.

## Erfolge
- Kroatischer Meister: 1991/92, 1994/95